# Marblepsis crocipes
Marblepsis crocipes är en fjärilsart som beskrevs av Jean Baptiste Boisduval 1833. Marblepsis crocipes ingår i släktet Marblepsis och familjen tofsspinnare. Inga underarter finns listade i Catalogue of Life.